# Clarence von Rosen

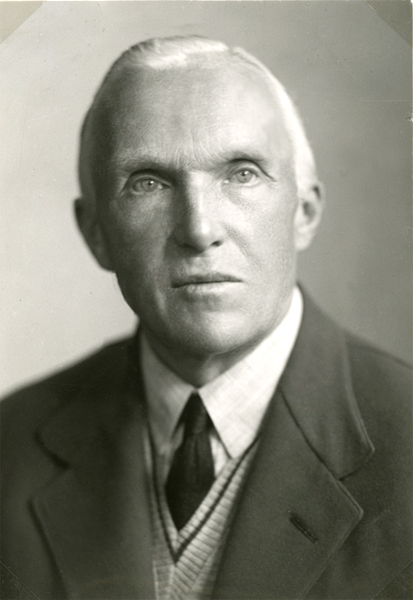
Clarence von Rosen

Clarence von Rosen (* 12. Mai 1867 in Stockholm; † 19. August 1955 in  Djursholm) war ein schwedischer Adliger, Sportfunktionär und Mitglied im Internationalen Olympischen Komitee (IOC). Er war einer der Pioniere des schwedischen Sports. Die Bewertung seiner Persönlichkeit wurde durch die posthume Aufdeckung seines Engagements für den Nationalsozialismus revidiert.

## Familie
Clarence von Rosen wurde am 12. Mai 1867 als Sohn des schwedischen Adligen Carl Gustav von Rosen und seiner Frau, der US-amerikanischen Industriellentochter Ella Carlton Moore, geboren. Der schwedische Forschungsreisende Eric von Rosen (1879–1948) war sein Bruder. 
1898 heiratete Clarence die Baronin Agnes Maria von Blixen-Finecke. Das Paar hatte mehrere Kinder, darunter Maud von Rosen-Engberg (1902–1988) und Clarence von Rosen Jr. (1903–1933).

## Leben
Von Rosen war Stallmeister am schwedischen Hof. Er kam über Viktor Balck zum Sport. An der Spanischen Hofreitschule in Wien ausgebildet, widmete er sich zunächst dem Pferdesport. Als Funktionär und Mäzen engagierte er sich darüber hinaus im Fußball, Bandy, Tennis und Motorsport, wobei er zur Finanzierung auf das von seiner in den Vereinigten Staaten lebenden Schwiegermutter Clara Jessup Moore verwaltete Vermögen zurückgriff.
1900 wurde von Rosen neben Balck zweites schwedisches Mitglied im IOC. Während sich 1905 das schwedische Nationale Olympische Komitee gebildet hatte, wuchs in der Folge der schwedische Einfluss im IOC. 1907 gab es seitens von Rosens eine erste Eingebung für die Einführung von Reitsport bei den Olympischen Spielen. Nachdem diese erfolglos geblieben war, war ein zweiter Antrag zwei Jahre später erfolgreich. Im selben Jahr fiel zudem die Entscheidung, die Spiele der V. Olympiade 1912 nach Stockholm zu vergeben. Nach dem Tod des Organisationskomiteemitglieds Bernhard Burman kurz vor den Spielen rückte der bisherige Stellvertretende Astley Levin auf und von Rosen übernahm dessen Rolle als nicht stimmberechtigter Stellvertreter. Bei den Olympischen Winter- und Sommerspielen 1932 sowie den Olympischen Sommerspielen 1936 leitete er jeweils das schwedische Aufgebot an. Im Vorfeld der Olympischen Spiele 1936 galt er als wichtiger Freund des nationalsozialistischen Deutschlands, der gedeckt durch die scheinbare Neutralität Schwedens einen möglichen Olympiaboykott Skandinaviens zu verhindern wusste. Bis 1948 war er Mitglied des IOC.
Bereits 1899 stiftete von Rosen den Rosenska Pokalen. Bei Gründung des schwedischen Fußballverbandes 1904 wurde er dessen erster Vorsitzender und gliederte in der Folge seinen Wettbewerb in die Svenska Mästerskapet ein. Der Gewinner des Meistertitels erhielt daraufhin den von ihm gestifteten Wanderpokal. 1903 übernahm von Rosen zudem den Vorsitz des neu geschaffenen Kungliga Automobilklubben, den er bis 1933 innehatte.
Im Jahr 2000 wurde von Rosens Verwicklung in den schwedischen Nationalsozialismus publik. Der Bruder Eric von Rosen, verschwägert mit Hermann Görings erster Ehefrau Carin, hatte sich als Gründer des Nationalsocialistiska blocket im Nationalsozialismus engagiert. Aber auch er selbst engagierte sich. Nach den Olympischen Spielen 1936 besuchte er den Reichsparteitag in Nürnberg. 1940 nahm er an einer Konferenz des rechtsradikalen Sveriges nationella förbund zur Einung der nationalen, nazistischen und faschistischen Bewegungen teil.
Nach Aufdeckung seiner Verwicklungen in den Nationalsozialismus stellte der schwedische Fußballverband die Vergabe des Von-Rosens-Pokal für den Landesmeister ein und vergab mit dem Lennart-Johansson-Pokal eine neue Auszeichnung.
Sein Nachlass lagert im Stockholmer Reichsarchiv, ist jedoch aufgrund eines Sperrvermerks seiner Nachfahren nicht für wissenschaftliche Forschung zugänglich.